# 日本沈没 (漫画)
1. 『日本沈没』（にほんちんぼつ、にっぽんちんぼつ[1]）は、小松左京のSF小説『日本沈没』を原作とした漫画。1970年代にさいとう・プロが『週刊少年チャンピオン』に連載した作品と、2000年代に一色登希彦が『ビッグコミックスピリッツ』に連載した作品の2作がある。

## さいとう・プロ版
1973年から1974年まで秋田書店・『週刊少年チャンピオン』に連載された。

### 概要
連載後、秋田書店から単行本が発行されたが絶版。1995年に講談社漫画文庫から復刊されている。折しも発生した阪神・淡路大震災について、原作者である小松左京が寄稿している。さらにリメイク映画の公開に合わせ、2006年には講談社から廉価版が、リイド社から単行本が発売された。ストーリーは比較的原作に忠実であるが、原作には存在しない阿部玲子の弟が登場する。また、1973年公開の劇場版と似たストーリーが展開され、ラストシーンも若干、原作と異なっている。

### あらすじ
19XX年、伊豆半島・天城山が突然噴火した。さらに小笠原諸島沖では無人島が沈没する不可思議な現象が起こった。富士火山帯の異変の謎を探るべく、地球物理学者の田所博士は日本海溝に潜るが、その海底では常識を覆す光景が繰り広げられていた。列島全域で大地震が起こる異常事態の中、日本政府は極秘裏に、田所博士を総責任者とする「D計画」を発足させる。そして田所博士は、異変の果てにある恐るべき結末を告げる。

### 登場人物
田所雄介
地球物理学者で田所研究所所長。「野人」「天才的猪突猛進型」とも呼ばれる彼の研究方法は、日本国内よりも外国で高い評価を受けている。D計画の責任者であり、日本列島の異変の謎を追い求める第一人者。
小野寺俊夫
海底開発興業株式会社の潜水艇パイロット。上司からも部下からも信用される腕利きのパイロットだったが、田所博士と出会い、日本列島の異変に遭遇したことで会社を辞め、D計画に参加する。
幸長
M大地震学教室助教授。田所博士とともに列島の異変について研究を進め、D計画推進に大きな役割を果たす。英語の実力が高く、中学生でシェイクスピア全集を原語で読んだ経験がある。
中田
情報科学の研究者。D計画に参加。物語の後半では、田所博士に代わる実質的な責任者となり、日本列島の異変の行方を見届ける。
邦枝
総理府秘書官。D計画に参加。日本政府中枢とD計画のパイプ役。
山崎
内閣調査室職員。D計画に参加。
渡老人
日本政界の影の重鎮。D計画の影の資金提供者。100歳を越える高齢であり、生い立ちは謎に包まれているが、日本の政治の中枢に絶大な影響力を持つ。

## 一色登希彦版
2006年から2008年まで『ビッグコミックスピリッツ』で連載されていた。

### 概要（一色登希彦版）
2006年版の映画に合わせる形で、『ビッグコミックスピリッツ』2006年第5・6合併号から2009年第4・5合併号まで連載された。単行本は小学館ビッグコミックスから全15巻で発売された。
基本ストーリーは原作に沿っており、舞台も日本であるが、時代設定は東京スカイツリーの完成した姿が描かれていることから、2011年以降であることがうかがえる。小松左京の原作を基にしながらも、それを大きく変更した2006年版の映画の要素を部分的に取り込みかつ批判し、それらを包括する物語を構築している。また、1970年代には存在しない科学観や日本社会・国際社会の現代的問題点に言及し、2000年代の社会に即したものとなっているほか、原作では序盤にしか登場しない郷六郎が本作ではキーパーソンとなっている点も異なる。最終回では、テレビドラマ版主題歌「明日の愛」の歌詞が大々的に引用された。
作者の一色は自作のタイトルの読みは「にっぽんちんぼつ」だとしている。

### 評価
2013年にウィーンのMAK（オーストリア応用美術博物館）で「NIPPON CHINBOTSU Japan Sinks. A Manga」展が開催された。アイディア・スケッチから完成作品へと至る創造の過程を追ったり、原画などの展示が行われた。

### あらすじ（一色登希彦版）
21世紀初頭のある日。東京・新宿の雑居ビルが突然地中に飲み込まれるという、奇怪な事件が起こった。ビルに居合わせた海底開発の社員、小野寺俊夫と結城慎司、阿部玲子、東京消防庁のハイパーレスキュー隊員らの活躍により、奇跡的に犠牲者は出ずに済んだが、不可解なこの事件こそ日本に起こる災厄の序章であった。
同じく、この事件に遭遇した地球物理学者の田所雄介博士は、その原因を探るべく小野寺、結城、幸長と共に日本海溝へ向かう。そこで彼らが見たものは、日本列島の「異変」と、その後の世界の「未来」を暗示する光景であった。

### 既刊一覧
- 第1巻 『地下の竜巻』
- 第2巻 『日本海溝』
- 第3巻 『D計画』
- 第4巻 『古都消失』
- 第5巻 『推論・帰結ス。』
- 第6巻 『記憶喪失の国、記憶喪失の首都』
- 第7巻 『阿部玲子』
- 第8巻 『冥府、火の国』
- 第9巻 『日本沈没阻止計画』
- 第10巻 『奇跡の価値・奇跡の代償』
- 第11巻 『すばらしい日々』
- 第12巻 『彼等の日々』
- 第13巻 『やまぬ雨の中で』
- 第14巻 『沈み行く国』
- 第15巻 『日本沈没』（第一部完）

### 登場人物（一色登希彦版）

#### 主要人物
小野寺俊夫
海底開発株式会社深海潜水艇パイロット。単身でアメリカへ向かい、潜水艇パイロットとして腕を磨きながら世界海洋財団と関係を持つ。帰国後、日本をどうしようもない国だと絶望していたが、新宿ビル事例、田所の研究、京都大震災に遭遇するうちに心境が変化。自分の能力を日本人のために役立てたいと思い、D計画に参加する。
田所雄介
地球物理学者で田所研究所所長。『カンとイマジネーション』を第一信条とする彼のあり方は、「原理と権威」を重んずる日本の学界からは疎んぜられ、もっぱら一匹狼として研究を続けていた。『新宿ビル事例』に遭遇して以来、日本列島に迫る危機を探り求め、D計画を主導していく。
阿部玲子
東京消防庁ハイパーレスキューの女性隊員。幼い頃に阪神・淡路大震災に遭遇し家族を失う。『新宿ビル事例』で小野寺と出会い、何度か会うにつれて好意を抱くようになる。
結城慎司
小野寺の職場の後輩であり、同じパイロット。情に厚く、正義感がとても強い。小野寺を尊敬しており、「デラさん」と呼んで慕っている。
郷六郎
小野寺の小学生時代の親友で『ロクちゃん』と呼ばれていた。小野寺と再会するまで引きこもりであったが京都の震災以降、民間側の『D計画』を率いている。
幸長
田所博士を慕う若き科学者。田所の研究に携わり、D計画にも参加する。
中田一成
研究のためにアメリカにいたが、田所博士の要請により帰国。心理学・情報学の権威。D計画の中枢を担う。

#### 日本政府
緒形茂弘
内閣総理大臣。田所の語る『日本の危機』に懐疑的な部分を持っていた。京都大震災以降はD計画を積極的に支援していく。
廣田五月
内閣官房長官を務める女性。田所の語る『日本の危機』に理解を示し、D計画の発足を総理に促す。
邦枝
総理秘書官。中田・幸長の学友でもある。田所の主張を廣田に紹介し、自身もD計画に参加する。
大柳
政権与党の幹事長。核兵器保有を主張する極右であり軍国主義的な人物。日本沈没を信じず、逆にこれに乗じて総理の座を狙う。
渡老人
日本政界の影の重鎮。D計画の資金提供者。ブレーンとして政界に大きな影響力を持っており、緒形総理をも『坊や』と呼ぶほど。
野崎
外務省特別顧問。国際連合の日本側の代表で、各国に日本沈没によって発生する、難民の受け入れを要請する。

#### その他
辰野
A新聞記者。田所博士の動きを探りながら、『日本の危機』に関する記事を書くなどD計画に協力している。
山城
T大学地質学名誉教授で権力欲にまみれた俗物。D計画の対抗勢力となるA計画の責任者となり、日本沈没阻止計画を主導する。
吉村
海底開発株式会社の部長で小野寺の上司。山城と組んで田所の動きを潰そうとしたこともある。
堀田
玲子と同じ東京消防庁ハイパーレスキューの男性隊員。居酒屋で飲み比べを行なうなど良い仕事仲間。玲子に好意を抱いている。
渡辺武士
居酒屋『雑種天国（クロス・ブリード・パーク）』店長。『新宿ビル事例』で店舗を失うも跡地にて店を再開している。
結城（桜井）まなみ
『新宿ビル事例』にて小野寺たちに救助された保母。結城と恋に落ち、同棲していた。
鈴木
熊本城の職員。第二次関東大震災で親族を失い、無策な政府を憎んでいたが、緒形を見るうちに心境が変わる。
マコ（朝霞摩耶子）
「小野田」（記憶を失った小野寺）と行動を共にしている女性。小野寺と同じく、危険を察知する能力を持っていると思われる。
ケヴィン・ゴドレイ
WOF（世界海洋財団）総裁で小野寺の義父。世界各国に強力な人脈を持っている。

### 用語
D（ディアスポラ）計画
日本政府が設立したA室、B室、C室の3つからなる中長期災害対策委員会とは別にある、4つ目の『D室』の通称で、日本国最大にして最後の国家プロジェクト。『D』とは、かつて国を失ったユダヤ人を「ディアスポラ（散らされたもの）」と呼んだことが由来となっている。郷六郎の率いる民間支援組織と同名だが、無関係である。
D-1計画
D計画の第1段階。日本列島における『危機』を明らかにするためのプロジェクト。
D-2計画
D計画の第2段階。日本沈没による危機から、日本人を日本国外へ避難させるための退避プロジェクト。
D-3計画
D計画の第3段階。日本沈没後の状況に対応するためのプロジェクト。
A計画
A室の通称。山城教授が率いており、田所率いるD計画の対抗勢力で沈没阻止を計画する。